# Killer Frost
Killer Frost è il nome di tre personaggi dei fumetti statunitensi pubblicati da DC Comics. Sono tutti supercriminali che compaiono principalmente come nemici di Batman, di Firestorm e della Justice League.

## Biografia dei personaggi

### Crystal Frost
Crystal Frost comparve per la prima volta in Firestorm n. 3 (giugno 1978). Mentre studiava alla Hudson University, si innamorò del suo insegnante, Martin Stein. Mentre lavorava su un progetto nell'Artico, Frost si arrabbiò sapendo che Stein non ricambiava i suoi sentimenti. Frost si chiuse involontariamente in una camera termocongelante, ma chissà come, sopravvisse. Fu trasformata in modo da poter assorbire il calore dagli esseri viventi e proiettare in cambio freddo e ghiaccio. Facendosi chiamare Killer Frost, cominciò la sua crociata assassina contro gli uomini e si scontrò con Firestorm in numerose occasioni. Infine, Frost morì dopo aver assorbito troppa energia da Firestorm.
Crystal fu identificata come una delle persone sepolte sotto la Sala della Giustizia. Successivamente il suo corpo fu riportato in vita come membro del Corpo delle Lanterne Nere.

### Louise Lincoln

#### Origini
La dottoressa Louise Lincoln comparve per la prima volta in Firestorm vol. 2 n. 21 (marzo 1984). Le referenze delle serie a fumetti Who's Who: The Definitive Guide to the DC Universe (vol. 1) n. 12, erroneamente classifica la prima comparsa di Louise Lincoln in Firestorm vol. 2 n. 20. Infatti, Louise Lincoln non comparve fino al n. 21 della stessa serie. Non cominciò a portare il nome di "Killer Frost" fino al n. 34. Fu anche un'amica e collega di Crystal Frost. Dopo la morte della sua amica, decise di ripetere l'esperimento come segno di rispetto per la sua ex collega, e divenne la nuova Killer Frost. Divenne senza scrupoli come la sua precedente incarnazione e cominciò la sua vendetta personale contro Firestorm, che incolpava della morte di Crystal Frost. Fu membro della Squadra Suicida per un breve periodo e vendette la sua anima a Neron per un potere maggiore.
Durante gli eventi di Underwold Unleashed, Killer Frost attaccò le Hawaii, congelando parte dell'isola finché non fu fermata da Superboy e Knockout.
Fu poi liberata da Effigy e i due ebbero una breve relazione prima che lei venisse catturata da Lanterna Verde.

### Washington e Chicago
Killer Frost fu una dei molti super criminali che cercarono di guadagnarsi la taglia di 1 miliardo di dollari offerti dal Presidente Luthor per la cattura di Superman e Batman, considerati dei criminali. Tutto ciò avvenne in "Public Enemies" del fumetto Superman/Batman (in Italia, Superman Magazine n. 1 e n. 2; luglio-agosto 2005) e nel film animato Superman/Batman: Nemici pubblici. Si alleò con Mr. Freeze, Icicle, e Capitan Cold nel tentativo di catturare i due eroi a Washington, ma tutti e quattro furono sconfitti. Attaccarono in secondo tentativo, insieme a criminali come Giganta e Gorilla Grodd ma una specie di rinforzi di supereroi giunsero in tempo per sconfiggerli tutti. Si scoprì poi, che la squadra di criminali dediti al ghiaccio, erano controllati mentalmente da Grodd.
Dottor Light assunse Killer Frost e Mirror Master per attaccare Freccia Verde e Black Canary all'ospedale di Chicago, in Illinois dove Kimiyo Hoshi era trattenuto. Freccia Verde fermò Killer Frost scoccandole una freccia piena di fuoco greco nella coscia. Incapace di assorbire il calore dalla freccia, fu sonoramente sconfitta in Freccia Verde vol. 3 n. 54 e n. 55.

#### Un anno dopoeCountdown
Killer Frost comparve poi in Justice League of America Wedding Special, confrontandosi contro il nuovo Firestorm, finché non arrivarono Lex Luthor, il Joker, e Cheetah, che sconfissero Firestorm e la invitarono ad unirsi alla nuova Lega dell'ingiustizia. Si vede correntemente in Salvation Run.
In DC Universe n. 0 la si vide come membro della Società segreta dei supercriminali di Libra. Fu anche una dei criminali inviati a ritrovare la carda libera di Get Out of Hell dai Segreti Sei.

### The New 52
Nel nuovo rilancio della serie, è il personaggio di Caitlin Snow a rivestire i panni di Killer Frost. Caitlin è una ricercatrice dei STAR Labs, in una succursale della regione artica, la ragazza stava contribuendo allo sviluppo di un motore termodinamico, ma l'organizzazione H.I.V.E. aveva preso possesso del laboratori, inoltre cercano di uccidere Caitlin, ma il corpo della ragazza, grazie al sistema di raffreddamento del motore, si è fuso con il ghiaccio, diventando un vampiro che assorbe il calore. Caitlin uccide gli agenti dell'HIVE, e inizia a cercare nuove fonti di calore, ma solo Firestorm sembra avere i requisiti necessari per contenerla. Caitlin scopre l'esistenza di una criminale di nome Hotness, che ha il potere di creare fuoco, la donna semina incendi ovunque, ma Caitlin la uccide assorbendo tutto il suo calore.

## Poteri e abilità
Killer Frost è capace di manipolare le basse temperature nell'ambiente che la circonda, sfruttando a proprio vantaggio le fonti di umidità lì presenti. Solitamente Killer Frost utilizza i suoi poteri su una scala abbastanza ridotta ed è specializzata nell'assorbire l'umidità circostante per generare ghiaccio. Di conseguenza può congelare un ambiente, formare pareti o schermi di ghiaccio per proteggersi, formare e lanciare proiettili di ghiaccio contro gli avversari, o creare oggetti tridimensionali di ghiaccio, da utilizzare in vari modi. Per spostarsi velocemente, spesso scivola su piste di ghiaccio da lei stessa create. Killer Frost può congelare totalmente il proprio corpo, facendo uscire dalle mani una azoto liquido fumante fino a livello molecolare e ottenere così una maggiore resistenza ai danni; perciò, se viene infranta mentre si trova in questa condizione, può ricostruire interamente il proprio corpo di ghiaccio, a partire dalla testa. In una occasione Killer Frost ha mostrato di saper guarire una ferita sul suo corpo da umana, trasformandola in ghiaccio e rimodellando la zona come se fosse sana, per poi ritrasformarla di nuovo in carne ed ossa, senza che rimanesse neppure il segno.
Quando la sua temperatura corporea si abbassa, l'umidità dell'aria circostante, in contatto con il suo corpo, scende allo stesso livello, formando uno strato di brina che lo ricopre interamente, mascherando quindi le sue fattezze. Nei primi tempi perciò Killer Frost appariva come una donna ricoperta di brina o di neve, di colore bianco. Successivamente però ha imparato ad abbassare ad un tale livello la sua temperatura e ad una velocità, che ciò che ora lo riveste è simile ad una copertura cristallina completamente trasparente, da cui il suo aspetto attuale. Questo ghiaccio si frantuma continuamente ad ogni suo movimento, ma immediatamente si riforma, creando perciò un caratteristico suono di piccoli cristalli che si frantumano, mentre si muove. Attraverso la pratica ha inoltre imparato a controllare la sua freddezza, tanto da poter abbassare selettivamente la temperatura di parti isolate del suo corpo.
Entrambe le versioni hanno mostrato l'abilità di assorbire il calore dalle fonti esterne e di tramutarle in onde di freddo estremo. Utilizzando questo potere, Killer Frost può creare del ghiaccio lucente intorno al suo intero corpo, e può creare oggetti completi di ghiaccio, come proiettili (pugnali di ghiaccio) e muri difensivi. Può anche congelare istantaneamente la materia animata attraverso il semplice contatto fisico. Nelle comparse pre-Crisi, aveva l'abilità di far cadere gli uomini sotto il proprio controllo con un semplice bacio.
Nel videogioco Justice League Chronicles, Eclipso notò che Killer Frost era l'unica con un cuore abbastanza nero da liberarlo dalla sua prigionia.

## Altre versioni
- Killer Frost (Crystal Frost) comparve al fianco di Mr. Freeze, Capitan Cold, Minister Blizzard, Cryonic Man, Icicle, Polar Lord, e Snowman in Justice League Adventures.
- Killer Frost comparve nel fumetto spin off di Justice League Unlimited. Compare dal n. 21.

## Altri media

### Televisione

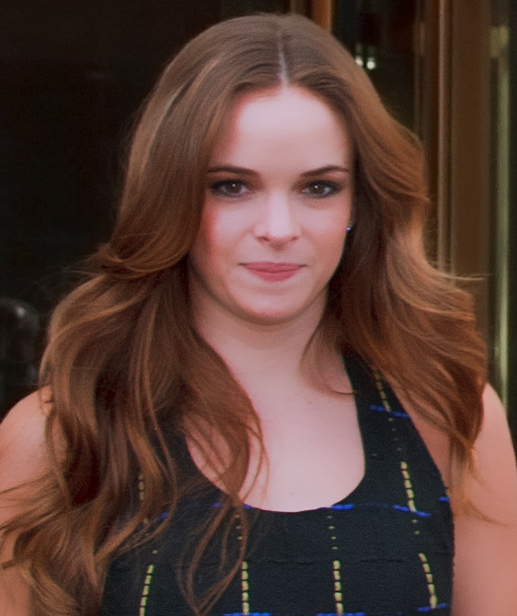
Danielle Panabaker interpreta Caitlin Snow nella serie televisiva The Flash

- Caitlin Snow appare nella serie televisiva Arrow, interpretata dall'attrice Danielle Panabaker, per poi diventare una delle protagoniste di The Flash. Nella serie è una ricercatrice degli S.T.A.R. Labs e aiutante di Barry Allen, non è in possesso di poteri metaumani, mentre Killer Frost è la sua versione analoga di Terra-Due che al contrario di lei è in possesso del potere della criocinesi. Nella terza stagione anche la versione di Terra-1 avrà gli stessi poteri della sua controparte.
- Una possibile versione di Killer Frost comparve nella serie animata Gotham Girls. Qui, Dora Smith, la sorella di Nora Fries, era molto unita a sua sorella finché non si sposò con Victor Fries. Tentò di essere contenta per loro finché Nora non si ammalò. Dora sentiva che a sua sorella avrebbe dovuto essere permesso di morire in pace. Victor, d'altra parte, non lo avrebbe permesso. Questo, combinato con la sua successiva trasformazione in Mr. Freeze, le diede il desiderio di lasciare perdere tutti i criminali in costume. Questo la portò al suo eventuale piano di cadere in un bagno chimico in una gelateria abbandonata. Fu messa quindi in una "cella frigorifera". Non è chiaro tuttavia se il bagno chimico la rese più simile a Freeze o a Frost. Comunque, molti fan credono che Dora sia la versione JLU di Killer Frost a causa della spiegazione dei poteri di Frost, personalità malvagie simili, e a causa della stessa attrice, Jennifer Hale, che doppiò entrambi i personaggi.
- Killer Frost comparve nella serie animata Justice League. Era motivata dal forte desiderio di uccidere le persone, e non sembrava interessarle chi l'assoldava per farlo finché aveva l'opportunità di farlo. Si unì alla Società Segreta di Gorilla Grodd nell'episodio omonimo, assaporando la possibilità di assassinare Morgan Edge quando il resto della squadra fu distratto esaminando i contenitori con all'interno l'ultima recluta della Società Segreta, Clayface (Matt Hagen). Furono infine sconfitti.
- In Justice League Unlimited, si riunì alla Società segreta di Grodd. Fu inviata con Devil Ray, Heat Wave e Giganta su una montagna, per rubare una nave vichinga bloccata in un ghiacciaio. La nave conteneva i resti di un principe vichingo che si credeva avesse la chiave dell'invincibilità. Quando una valanga minacciò una baita vicina, fu costretta da Martian Manhunter a salvare le persone che vi si trovavano vicino. Successivamente, quando la Società Segreta si ribellò nella vecchia tana di Brainiac, si unì alla fazione di Grodd, ma fu sconfitta dal Giocattolaio. Dopo che la rivolta terminò, Luthor chiese "una buona ragione" per cui ogni membro della fazione di ribelli sarebbe dovuto rimanere in vita. Senza esitazione, congelò metà della fazione della Società segreta che si oppose a Luthor. Soddisfatto, Luthor replicò, "Hai un futuro". Successivamente, Killer Frost comparve come uno dei membri della Legione che sopravvisse alla resurrezione di Darkseid e finì per combattere al fianco dei membri della Justice League nella loro battaglia contro le forze di Darkseid.
- Killer Frost appare nuovamente nell'anime Suicide Squad Isekai.

### Film
- Jennifer Hale riprese il ruolo di Killer Frost nel film animato Superman/Batman: Nemici pubblici. È da notare che questa versione di Killer Frost non è la stessa della versione di Gotham Girls, sebbene sia basata sull'incarnazione dei fumetti, che tra l'altro era la versione del film.
- Killer Frost (Louise Lincoln) è uno dei membri della Squadra Suicida nel film d'animazione Batman: Assault on Arkham.
- Killer Frost compare nel film d'animazione Suicide Squad - Un inferno da scontare.
- In un'intervista il regista James Gunn ha dichiarato di aver considerato Killer Frost tra i possibili protagonisti del suo film The Suicide Squad - Missione suicida.

### Videogiochi
Killer Frost è presente nel videogioco Justice League Heroes. Ed è in lista tra i personaggi del videogioco DC Universe Online. Killer Frost è presente come personaggio giocabile nel picchiaduro che contiene tutti i personaggi DC Comics Injustice: Gods Among Us.